# Liste von Gewässern in Essen

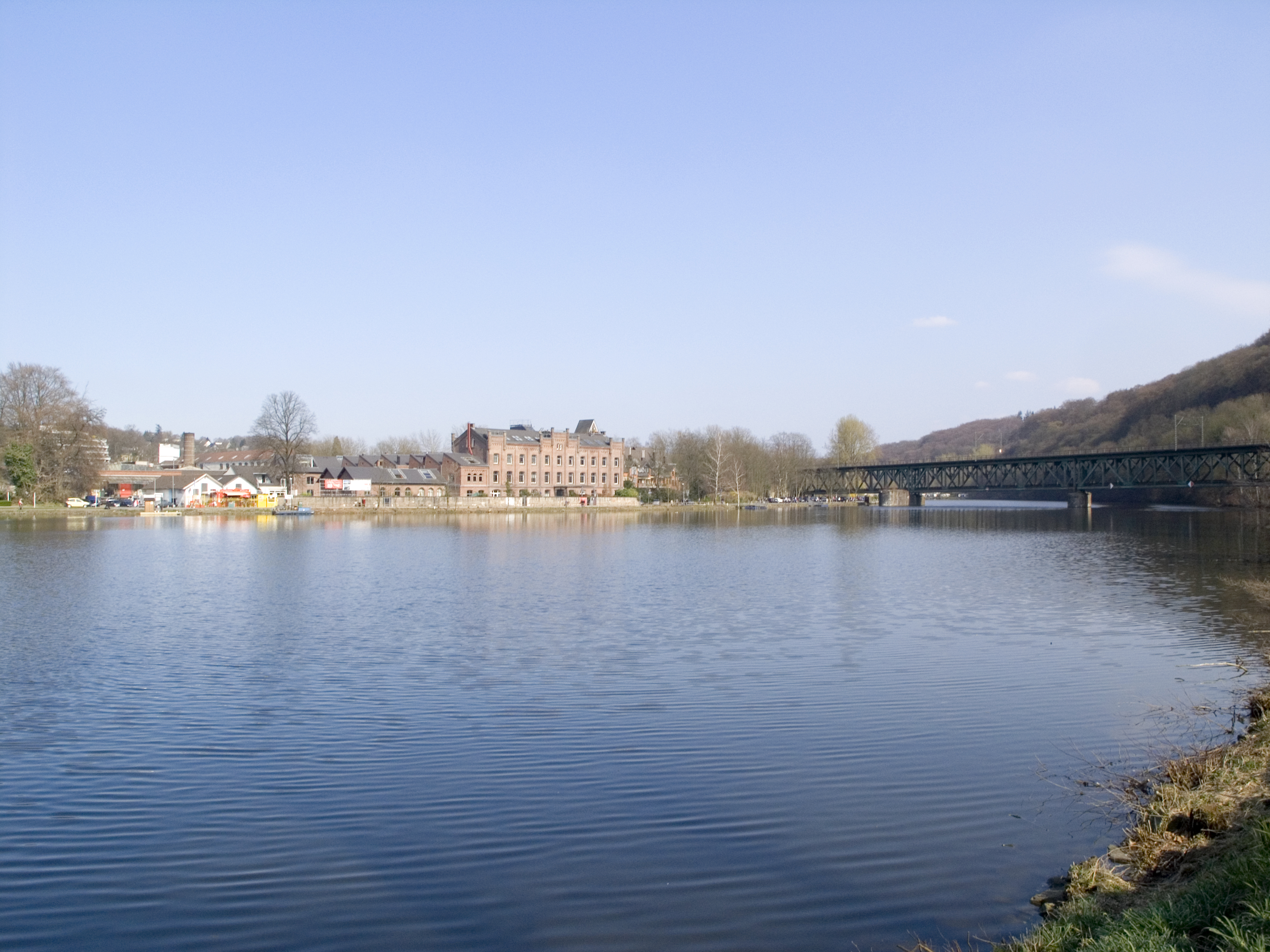
Kettwiger See

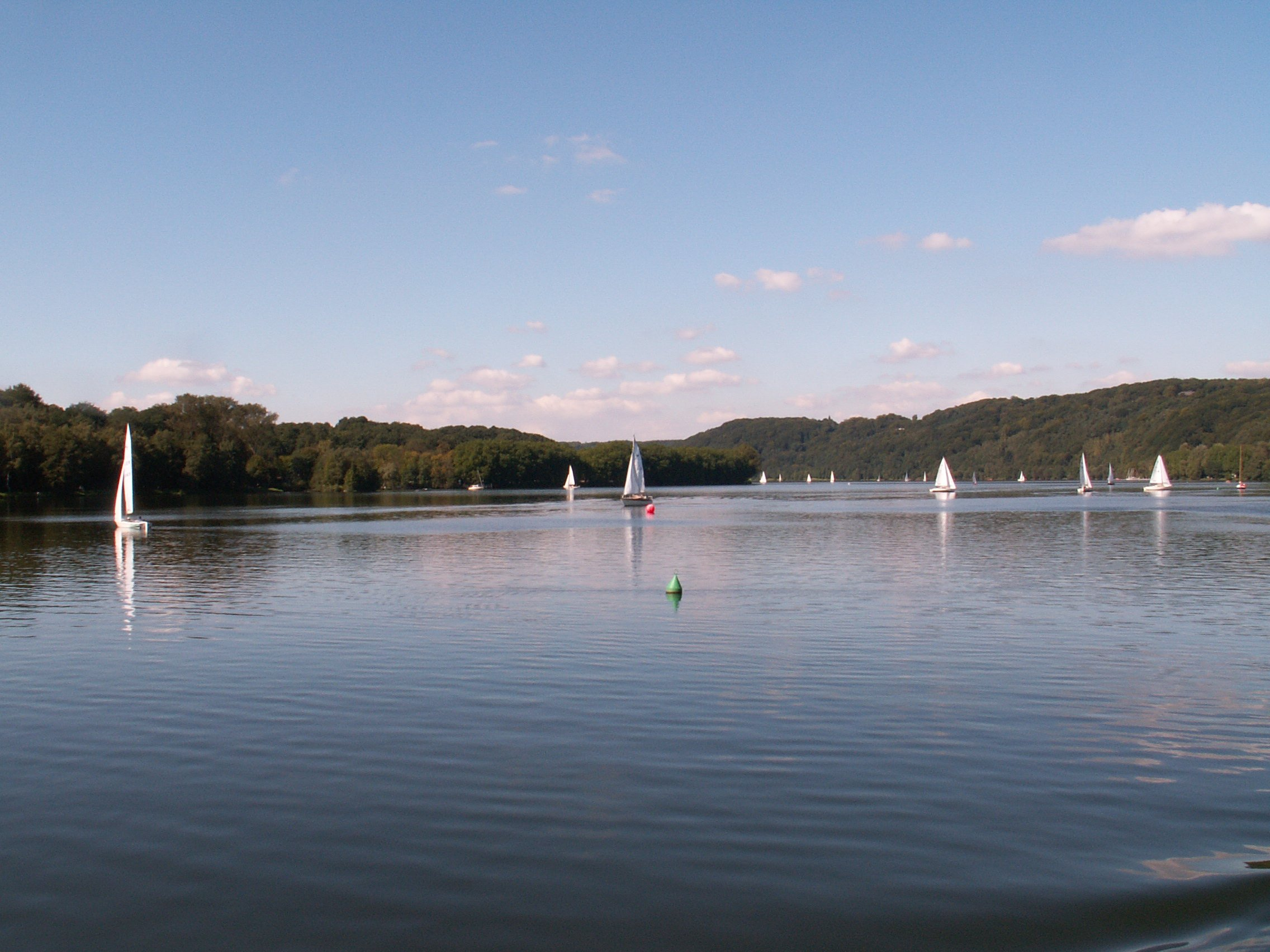
Baldeneysee

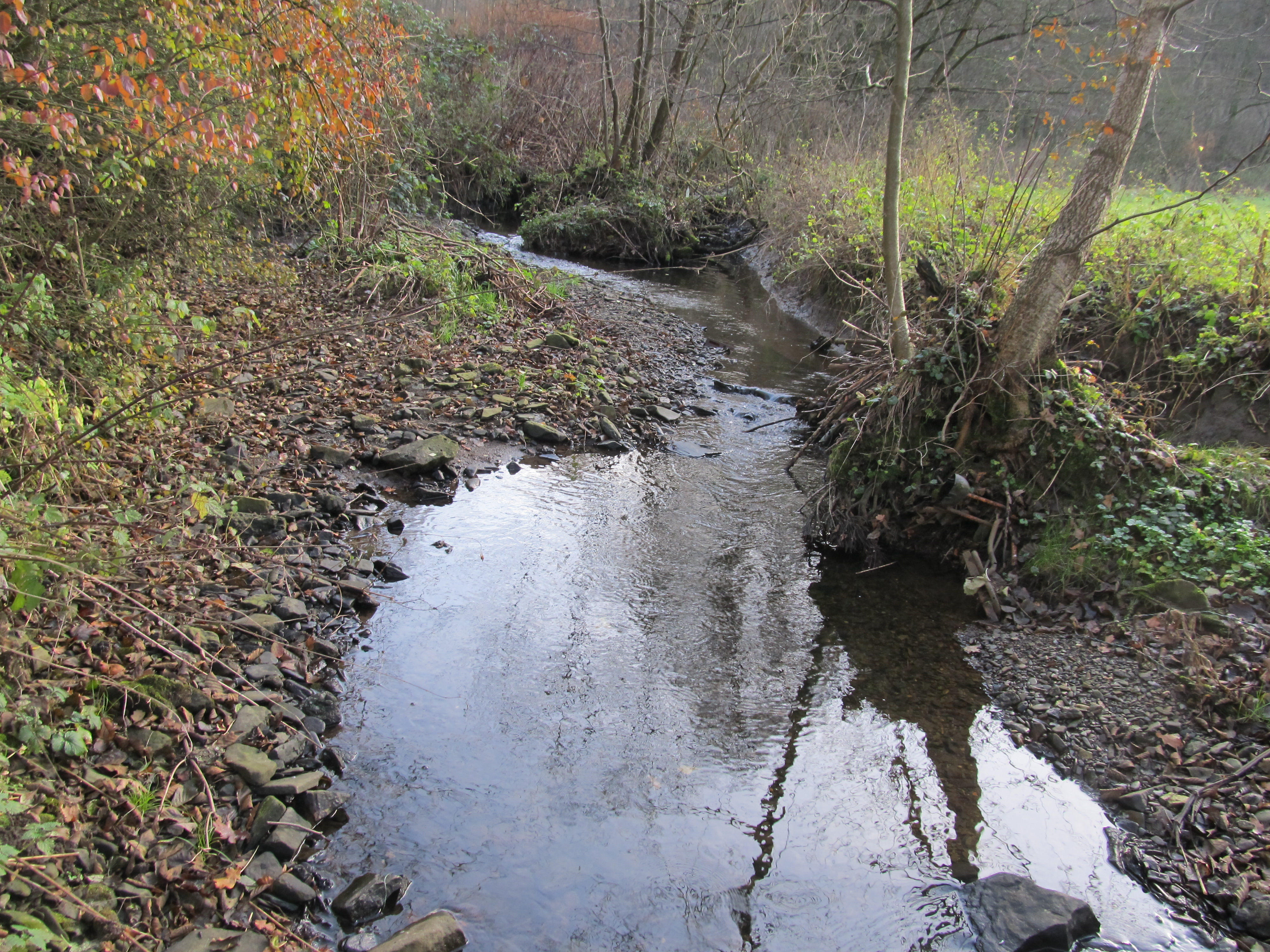
Hesperbach

Die Liste von Gewässern in Essen umfasst Fließgewässer und Stillgewässer. 
Mit dem Ende des Ruhrbergbaus ist mit einer Anhebung des Grundwasserspiegels und einer Wasserzunahme der Fließgewässer zu rechnen.
Die Europäische Wasserrahmenrichtlinie fordert, dass die oberirdischen Gewässer wieder in einen guten ökologischen und chemischen Zustand und das Grundwasser in einen guten mengenmäßigen und chemischen Zustand gebracht werden. Im Bereich der Emscher findet ein Umbauprojekt der Gewässer- und Abwässerstrukturen im Gesamtvolumen von 4,5 Milliarden Euro statt. Der erste Spatenstich erfolgte 1992.

## Fließgewässer
Die komplett außerhalb des Essener Stadtgebiets verlaufenden Fließgewässer sind kursiv geschrieben:
- Rhein
  - Emscher
    - Pausmühlenbach aus dem Bereich Reuenberg
      - Barchembach

    - Läppkes Mühlenbach[4]
      - Heilgraben
      - Hexbach[5]
        - Zulauf aus dem Bereich Gänseweg
        - Zulauf aus dem Bereich Bonnemannstr.

    - Berne
      - Pausmühlenbach
        - Hesselbach
        - Schmalenbecke
        - Borbecke

      - Borbecker Mühlenbach[6]
        - Sälzerbach
        - Rosendeller Bach
        - Kesselbach im Nachtigallental (auch Kreuzenbecke genannt)
          - Zufluss Stubertal

        - Schleifkotten-Bach
        - Sommerburgbach
        - Stocksiepen

      - N.N. aus dem Bereich Hövelstraße
      - Stoppenberger Bach

    - Boye
    - Alte Emscher (bei Horst) auch Mühlenemscher genannt
    - Schwarzbach
      - Schurenbach
      - Katernberger Bach
        - Tieftalgraben
        - Zollvereingraben

      - Wattenscheider Bach
      - Leither Bach
        - Sulzbach

  - Ruhr
    - Rumbach / Ruhmbacheither Bach 
      - Schlippenbach
      - Gothenbach
      - Zufluss aus dem Bereich Böllrodt
      - Riemelsbecke
      - Steinbach (Quellgebiet bei Haus Stein )

    - Lohbach
    - Forstbach
    - Rossenbeck
      - Zinsbach
      - Rohmbach

    - Icktener Bach
    - Alpenbach (Ruhr)
      - Rodenbusch Bach
      - Landsberger Graben

    - Rinderbach
      - Laupendahler Bach

    - Brederbach
      - Hummelshagener Bach

    - Sturzquelle Kettwig
    - Wiesenbach
    - Oefter Bach
      - Hitzbleckbach
      - Rommersbach
        - Birther Bach
          - Husterbach

      - Brücker Bach
      - N.N. aus dem Bereich Geilinghausweg
      - Tüschener Bach
      - Zufluss aus dem Bereich Korstick
      - Püstersbach
      - Barnscheid Beeke
        - Jungfernbeeke

      - Zufluss aus dem Bereich Bützgen's Weg

    - Schuirbach
      - Huxoldbach
      - Kahlensiepenbach
      - Zufluss aus dem Bereich Kamisheide
      - Zufluss aus dem Bereich Im Riek
      - Zufluss aus dem Bereich Meisenburg
      - Lotterbecke

    - Wolfsbach
      - Aseybach

    - Pfefferbach
    - Teufelssiepen
    - Zuflüsse aus dem Kruppwald
    - Zufluss aus dem Bereich Isenburg
    - Zufluss aus dem Bereich Uhlenstraße
    - Hesperbach
      - Zufluss aus dem Bereich Ludscheidtstraße
      - Zuflüsse aus dem Bereich Tannenbusch
      - Rosentalbach
        - Buchfeld Beeke

      - Willinghaus Beeke

    - Distelbach
    - Moosbach
      - Zufluss aus dem Bereich Oberkamp

    - Deilbach
      - Asbach
      - Eickelbach
        - Prielbach

      - Zufluss aus dem Bereich Reulberg
      - Deile

    - Deipenbecke
    - Holthuser Bach
    - Schellenberger Bach 
      - Zufluss aus dem Bereich Waldesquelle
      - Heisinger Bach

    - Borschbach
    - Rellinghauser Mühlenbach
    - Eibergbach (laut Gewässerdatenbank Meddenbach)
    - Altendorfer Bach
    - Elvenholzbach (laut Gewässerdatenbank linker Zufluss bei Dahlhausen).
      - Dumberger Bach

## Stehende Gewässer
- Baldeneysee
- Teich im Kaiser-Wilhelm-Park
- Teich im Sommerburg-Tal

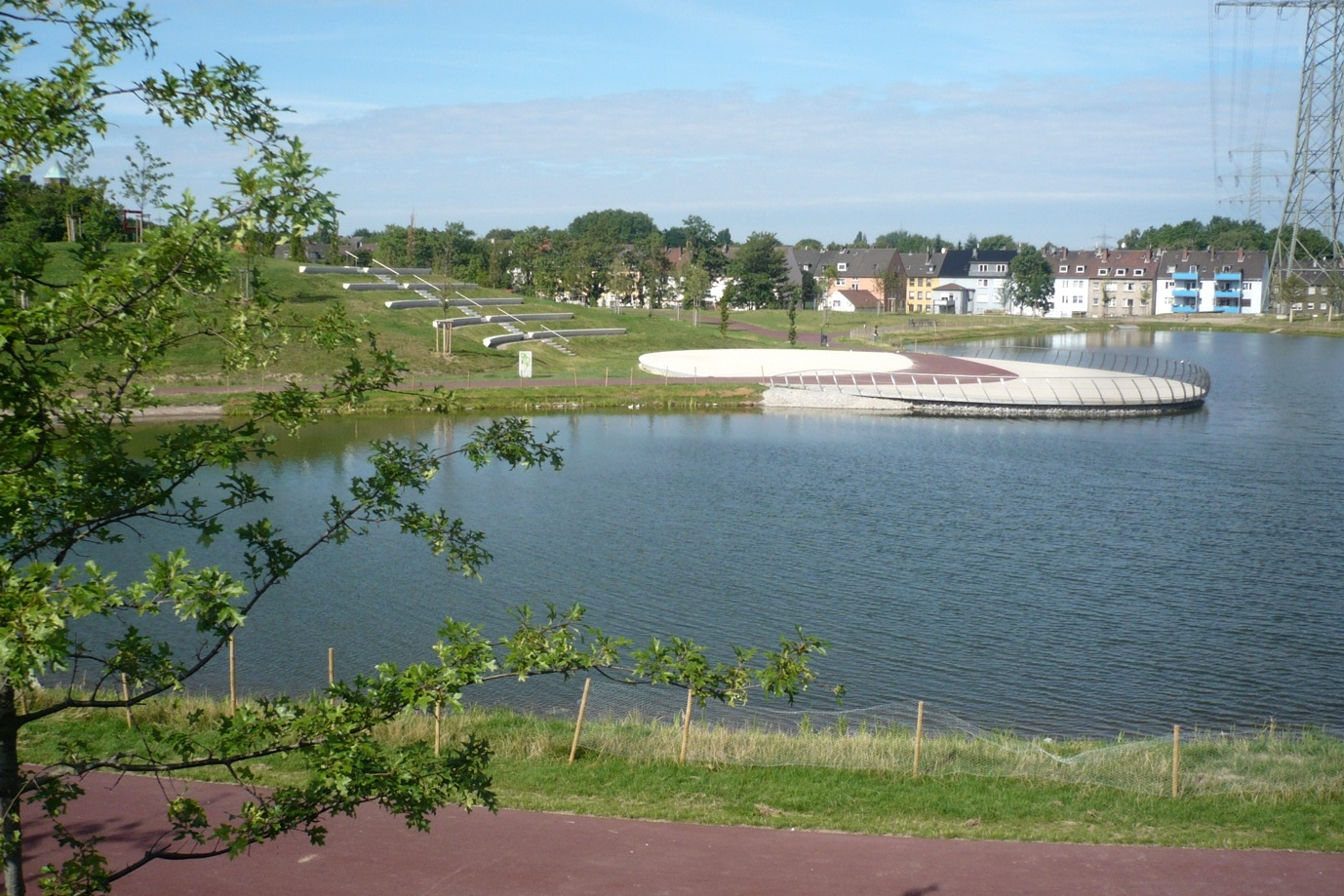
See mit Seebühne im Krupp-Park

- Kesselbachsee im Nachtigallental (Stauteich des Halbachhammers)
- Kettwiger See
- Krupp-See im Krupp-Park
- Margarethensee im Grugapark
- Niederfeldsee
- Schlosspark-Teich/Gräfte am Schloss Borbeck
- Teich im Segerothpark
- Teich im Stadtgarten Essen
- Waldsee im Grugapark
- Teich im Volksgarten Kray
- Ziegelteich Bückmannshof